# 黑熊學院

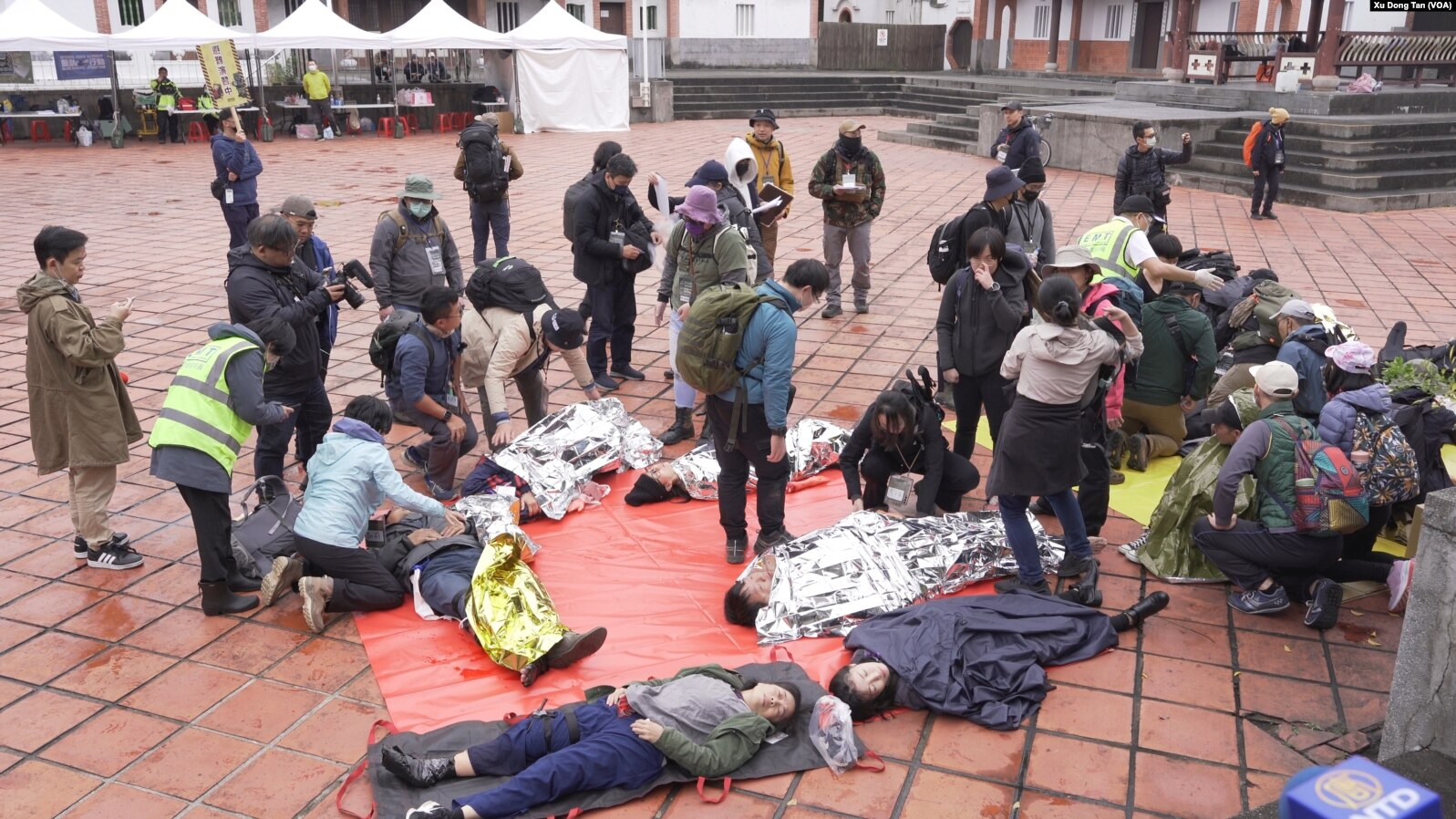
黑熊學院「藍鵲行動」演訓

黑熊學院（英語：Kuma Academy），是臺灣的一個民間全民防衛組織，以推廣全民防衛相關議題、知識和技能訓練為宗旨。學院的目標是讓臺灣的平民具備民防基本知識與技能，在戰時能保護自我，並避免干擾臺灣社會、正規軍隊及政府整體基本運作。

## 沿革

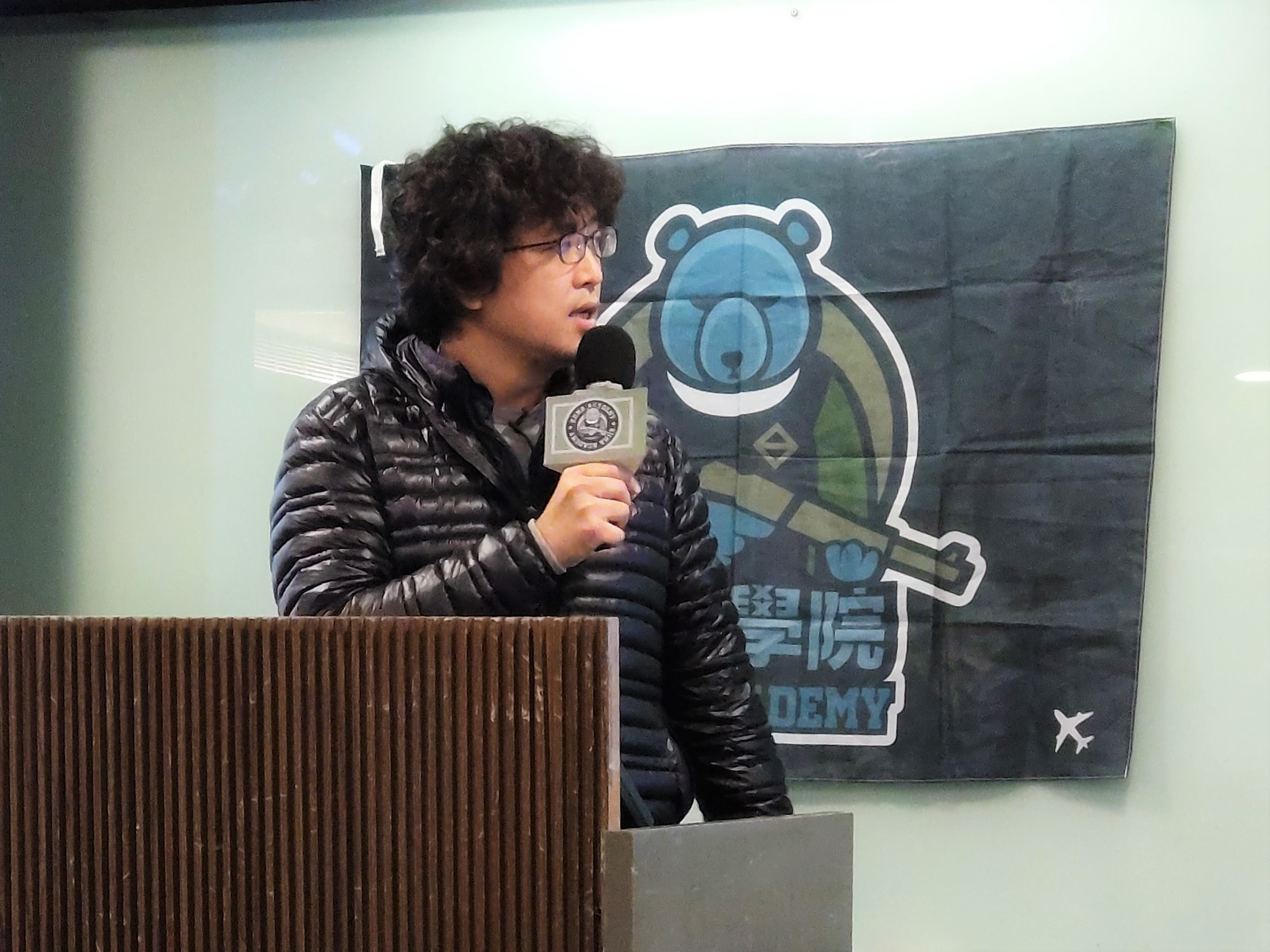
院長沈伯洋

黑熊學院在2021年由學者沈伯洋與何澄輝創立，2022年受到半導體企業家曹興誠賞識，宣布捐助新臺幣6億元支持黑熊學院運作。
2024年10月14日，中共中央台灣工作辦公室宣佈一波「台獨」頑固分子清單予以制裁，黑熊學院是其中之一。
2025年1月7日，前總統陳水扁揭示，曹興誠計畫兑現其於2022年捐贈6億元諾言，預計透過3年時間的培訓，培育出300萬名「黑熊勇士」。

## 課程
黑熊學院的訓練對象是一般民眾，訓練內容是以消防、搜救、救護、避難、資通訊安全、資訊識別、治安維持能力為主的民防知識與技能，以讓主要作戰部隊能夠專注於應戰。課程規劃分成講座、基礎營與戶外演訓三種。
黑熊學院基礎營是由一整日的課程組成，協助受訓民眾了解基本的防衛知識，使其具備基本防衛技能，能夠在戰爭來臨時保衛自我及親友，並提升防衛信心。課程內容有：戰爭樣貌、資訊作戰、衛生與基礎救護、防災避難規劃。講座約莫一到兩個月辦理一次，聘請專家學者，向民眾介紹國際與海峽兩岸情勢各項議題。
戶外演訓「藍鵲行動」約半年辦理一次，提供給參與過基礎營的學員參加，並在臺灣的城市裡模擬戰時情境，包含防空演習、避難移動與警戒、大傷演練等檢驗其應變能力等，也教導民眾學習躲避中共武裝人員搜索、如何偵查與追蹤解放軍，並回報其蹤跡。
零日餐桌課程要點包括學習關鍵種植技能、掌握在城市或小空間內高效種菜的方法、學會應對作物匱乏和突發狀況的策略，發掘生活中可再利用資源，增添種植的趣味與多樣性。

## 與政府的關係
2022年9月間，民主進步黨籍總統蔡英文邀請沈伯洋到民進黨一場會議上發表演說後，表示認同其理念，並指示由內政部作為對口，展開官民合作。
2023年11月，國防部長邱國正表示，自己把它當成社團，一群有興趣的人到野外打漆彈。若從戰鬥觀念來看，建這種部隊會變成游擊隊，建軍備戰不會建游擊隊的，除非是逼不得已，否則不會列入考慮。

## 争议
- 黑熊学院举办「Defend Taiwan」排字活动时被发现，拍摄照片所使用的无人机为大陆製造的大疆無人機[13]。黑熊學院並非財團法人社會公益組織，而是黑熊社會企業有限公司。
- 黑熊學院遭指控推出急救包是淘寶貨，且原本只賣260元，卻貴了10倍，售價高達2000元。 黑熊學院決定提告，但檢察官以保障言論自由為由，決定不起訴[2]。

## 外部連結
- 官方网站
- 黑熊學院的Facebook專頁
- 黑熊學院的Instagram帳戶
- 黑熊學院的Threads
- YouTube上的黑熊學院頻道
- 黑熊學院的X（前Twitter）